# BI-631 (Spanje)

De BI-631

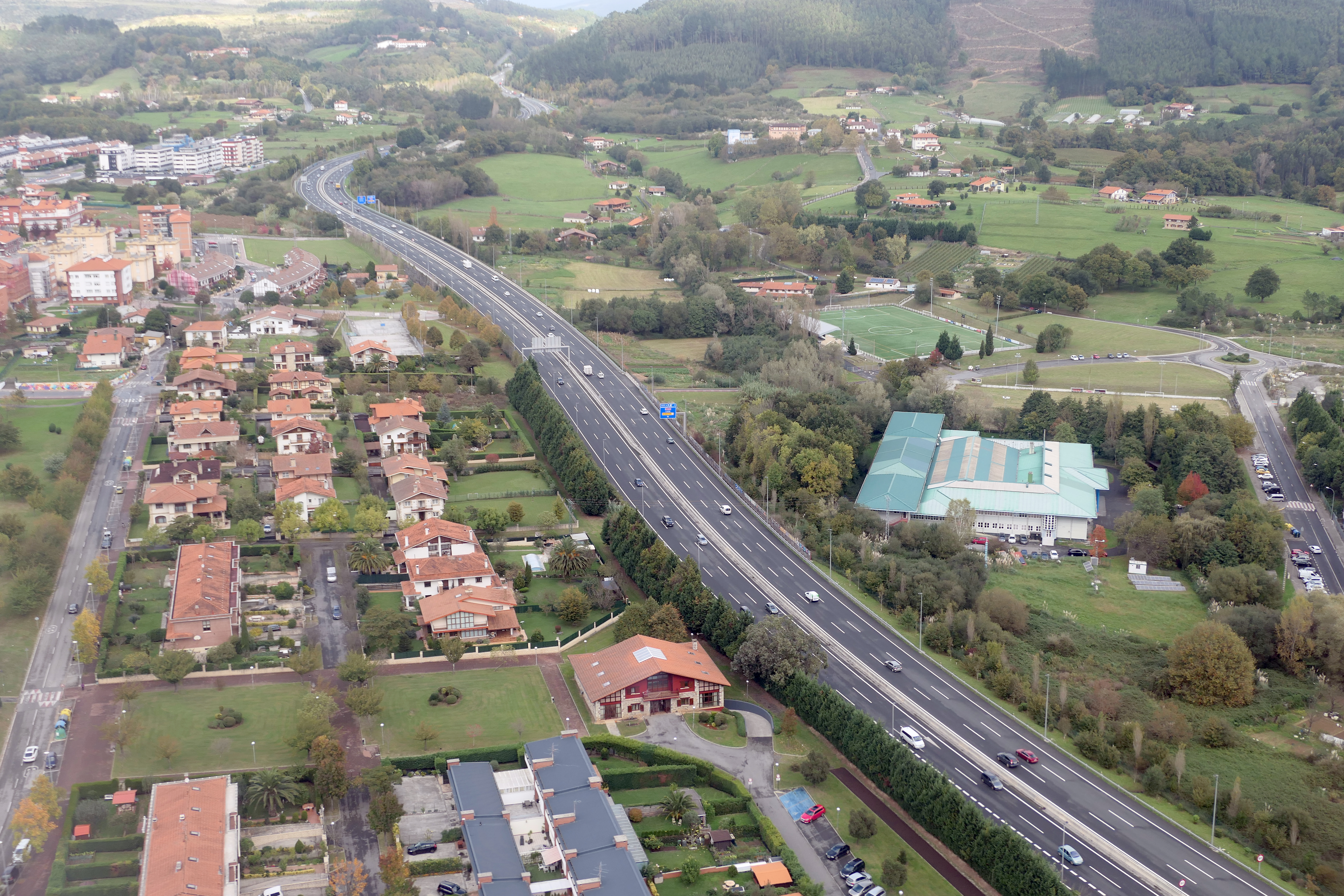
De BI-631

De BI-631 of Autovía Bilbao-Mungia (Baskisch: Mungialdeko korridorea) is een autovía in Baskenland. De snelweg vormt de verbinding tussen Bilbao en Mungia over een afstand van 10,5 kilometer. De snelweg werd tot Mungia opengesteld in 2000.